# Physalacriaceae
Famille
Les Physalacriaceae (Physalacriacées) sont une famille de champignons basidiomycètes du Clade IV Marasmioïde de l'ordre des Agaricales. On y trouve les genres Armillaria et Flamulina, champignons à sporophores grégaires, cespiteux et fasciculés et Xerula dont le stipe est fin, élancé et profondément enterré. Les espèces du genre Physalacria sont des clavarioïdes cespiteux minuscules en forme de massue dont la tête est dégonflée.

## Position desPhysalacriaceaedans le clade des Marasmioïdes
- - Agaricomycètes
    - Boletales, Clade des Bolets
    - Agaricales, Clade des Euagarics
      - Clade IV Marasmioïde
        - Physalacriaceae
          - 
            - Schizophyllaceae
            - Lachnellaceae

          - Cyphellaceae
            - Clade Hydropoïde

          - Marasmiaceae
          - Omphalotaceae

      - Clade V Tricholomatoïde

## Phylogramme desPhysalacriaceae
- - Physalacriaceae
    - Armillaria tabescens
    - Armillaria mellea  -  Armillaire
    - Armillaria sp.
      - Cyptotrama asprata
      - Xerula radicata
      - Xerula furfuraceae
        - Xerula sp.
          - Xerula australis

        - Mycaureola dilseae
          - Gloiocephala aquatica

      - Flammulina velutipes - Enoki
        - Flammulina sp.

      - Cylindrobasidium laeve
        - Physalacria maipoensis
        - Physalacria Bambusae
          - Physalacria sp.

## Liste des genres
Selon MycoBank (26 janvier 2023) :
- Acurtis Fr., 1849
- Armillaria (Fr.) Staude, 1857
- Baumanniella Henn., 1897
- Cibaomyces Zhu L.Yang, Y.J.Hao & J.Qin, 2014
- Collybidium Earle, 1909
- Cribbea A.H.Sm. & D.A.Reid, 1962
- Cryptomarasmius T.S.Jenkinson & Desjardin, 2014
- Cylindrobasidium Jülich, 1974
- Cyptotrama Singer, 1960
- Dactylosporina (Clémençon) Dörfelt, 1985
- Desarmillaria (Herink) R.A.Koch & Aime, 2017
- Flammulina P.Karst., 1891
- Gloiocephala Massee, 1892
- Guyanagaster T.W.Henkel, M.E.Smith & Aime, 2010
- Hymenopellis R.H.Petersen, 2010
- Laccariopsis Vizzini, 2012
- Mucidula Pat., 1887
- Mycaureola Maire & Chemin, 1922
- Myxocollybia Singer, 1936
- Naiadolina Redhead, H.Labbé & Ginns, 2013
- Oudemansiella Speg., 1881
- Paraxerula R.H.Petersen, 2010
- Phaeolimacium Henn., 1899
- Physalacria Peck, 1882
- Polymyces Battarra ex Earle, 1909
- Ponticulomyces R.H.Petersen, 2010
- Protoxerula R.H.Petersen, 2010
- Rhizomarasmius R.H.Petersen, 2000
- Rhodotus Maire, 1926
- Strobilurus (champignon) Singer, 1962
- Xerula Maire, 1933
- Xerulina Singer, 1962

## Systématique
Le nom correct complet (avec auteur) de ce taxon est Physalacriaceae Corner, 1970.

## Publication originale
- (en) E.J.H. Corner, « Supplement to 'A monograph of Clavaria and allied genera' », Nova Hedwigia, Allemagne, vol. 33,‎ 1970, p. 1-299 (ISSN 0029-5035).